# Ján Rohacsek
Ján Rohacsek (* 25. března 1943) je bývalý slovenský fotbalista, útočník.

## Fotbalová kariéra
V československé lize hrál za TJ SU Teplice. Nastoupil ve 13 ligových utkáních a dal 1 gól. Při zájezdu týmu Teplic k ligovému utkání na Slovensko se odpojil od výpravy a už se nevrátil.

## Ligová bilance
| Ročník                                   | Zápasy | Góly | Klub       |
| ---------------------------------------- | ------ | ---- | ---------- |
| 1. československá fotbalová liga 1967/68 | 2      | 0    | SU Teplice |
| 1. československá fotbalová liga 1969/70 | 10     | 1    | SU Teplice |
| 1. československá fotbalová liga 1970/71 | 1      | 0    | SU Teplice |
| CELKEM                                   | 13     | 1    |            |